# Grabenstraße (Mannheim)
Grabenstraße war der Name einer ehemaligen Straße in Mannheim. Diese verlief im Stadtteil Jungbusch zwischen Luisenring und Neckarvorlandstraße.

## Geschichte
Der Name der Straße bezog sich auf den historischen Stadtgraben, der an dieser Stelle in den Neckar floss. Die Straße ist auf dem Stadtplan von 1907 nachweisbar. Sie wurde 1972 wegen des Baus des MVV-Hochhauses aufgegeben.

## Grabenstraße in Mannheim-Sandhofen
Eine weitere Grabenstraße lag im Bereich Scharhof, einem Teil des Mannheimer Stadtteils Sandhofen-Nord. Im Zuge der Eingemeindung des Dorfs Sandhofen nach Mannheim im Jahr 1913 wurde diese Grabenstraße in Kleingehrenstraße umbenannt.